# Skucani Vakuf
Skucani Vakuf (en cyrillique : Скуцани Вакуф) est un village de Bosnie-Herzégovine. Il est situé dans la municipalité de Sanski Most, dans le canton d'Una-Sana et dans la fédération de Bosnie-et-Herzégovine. Selon les premiers résultats du recensement bosnien de 2013, il compte 1 592 habitants.

## Géographie
Le village est situé au bord de la rivière Bliha.

## Démographie

### Évolution historique de la population dans la localité
| 1948 | 1953 | 1961  | 1971  | 1981  | 1991  | 2013  |
| ---- | ---- | ----- | ----- | ----- | ----- | ----- |
| -    | -    | 1 071 | 1 159 | 1 389 | 1 321 | 1 592 |

|  |